# شهرستان معمولان
شهرستان معمولان یکی از شهرستان‌های استان لرستان ایران است. مرکز این شهرستان، شهر معمولان است.
این شهرستان در تاریخ ۱۲ بهمن ۱۴۰۱ از شهرستان پلدختر جدا شد و مستقل گردید.

## مردم
مردم این شهرستان لر هستند و به زبان لری سخن می‌گویند.

## موقعیت جغرافیایی
شهرستان معمولان از شمال با شهرستان چگنی، از شمال شرقی تا شرق با شهرستان خرم‌آباد، از غرب با شهرستان کوهدشت و از جنوب با شهرستان پلدختر همسایه است.

## تقسیمات کشوری
شهرستان معمولان دارای ۲ بخش، ۴ دهستان و ۱ شهر به شرح زیر است:

### شهرستان معمولان
| بخش    | مرکز بخش | جمعیت بخش ۱۳۹۵ | نام دهستان   | مرکز دهستان | جمعیت دهستان ۱۳۹۵ | شهر              | جمعیت شهر ۱۳۹۵   |
| ------ | -------- | -------------- | ------------ | ----------- | ----------------- | ---------------- | ---------------- |
| مرکزی  | معمولان  | ۱۴٬۶۶۱ نفر     | زیودار       | بن لار      | ۳٬۹۲۸ نفر         | معمولان          | ۷٬۶۵۶ نفر        |
| مرکزی  | معمولان  | ۱۴٬۶۶۱ نفر     | معمولان      | معمولان     | ۳٬۰۷۷ نفر         | معمولان          | ۷٬۶۵۶ نفر        |
| زیودار | افرینه   | ۶٬۷۱۱ نفر      | افرینه       | افرینه      | ۵٬۵۰۳ نفر         | **************** | **************** |
| زیودار | افرینه   | ۶٬۷۱۱ نفر      | میانکوه شرقی | چمشک        | ۱٬۲۰۸ نفر         | **************** | **************** |

## جمعیت
بر پایه سرشماری عمومی نفوس و مسکن در سال ۱۳۹۵، جمعیت شهرستان معمولان برابر با ۲۱٬۳۷۲ نفر بوده‌است.